# The Sicilian
The Sicilian is een Amerikaanse misdaadfilm uit 1987 onder regie van Michael Cimino. Het scenario is gebaseerd op de gelijknamige roman uit 1984 van de Amerikaanse auteur Mario Puzo.

## Verhaal
In de jaren 50 neemt de bandiet Salvatore Giuliano het op tegen de autoriteiten in een poging om Sicilië af te scheiden van Italië. Giuliano steelt van de rijke landeigenaren en schenkt de buit aan de armen. Hij wordt als een volksheld onthaald en gaat al vlug naast zijn schoenen lopen.